# Flavià (jutge)
Flavià (en llatí Flavianus) era un jurista de l'Imperi Romà d'Orient, advocatus fisci en temps de Justinià I pel qual fou nomenat com un dels jutges generals (κοινοὶ πάντων δικασταί) que van ser designats en lloc dels jutges especials que fins aquell moment es nomenaven segons l'anterior constitució de l'emperador Zenó per als tribunals particulars.
Els noms dels jutges generals nomenats per Justinià el 539 eren: Anatol, Flavià, Alexandre, Esteve, Menes, un altre Alexandre, Víctor, i Teodor de Cízic. Al mateix temps foren nomenats jutges superiors (amb alt rang) Plató, un altre Víctor, Focas i Marcel, que tenia l'encàrrec especial de l'administració de justícia a Constantinoble. Tots depenien del ministre imperial d'estat (ἄρχοντες). Les seves funcions, deures i emoluments es van indicar en una de les Novellae de Justinià.